# Радиосигнал BLC-1

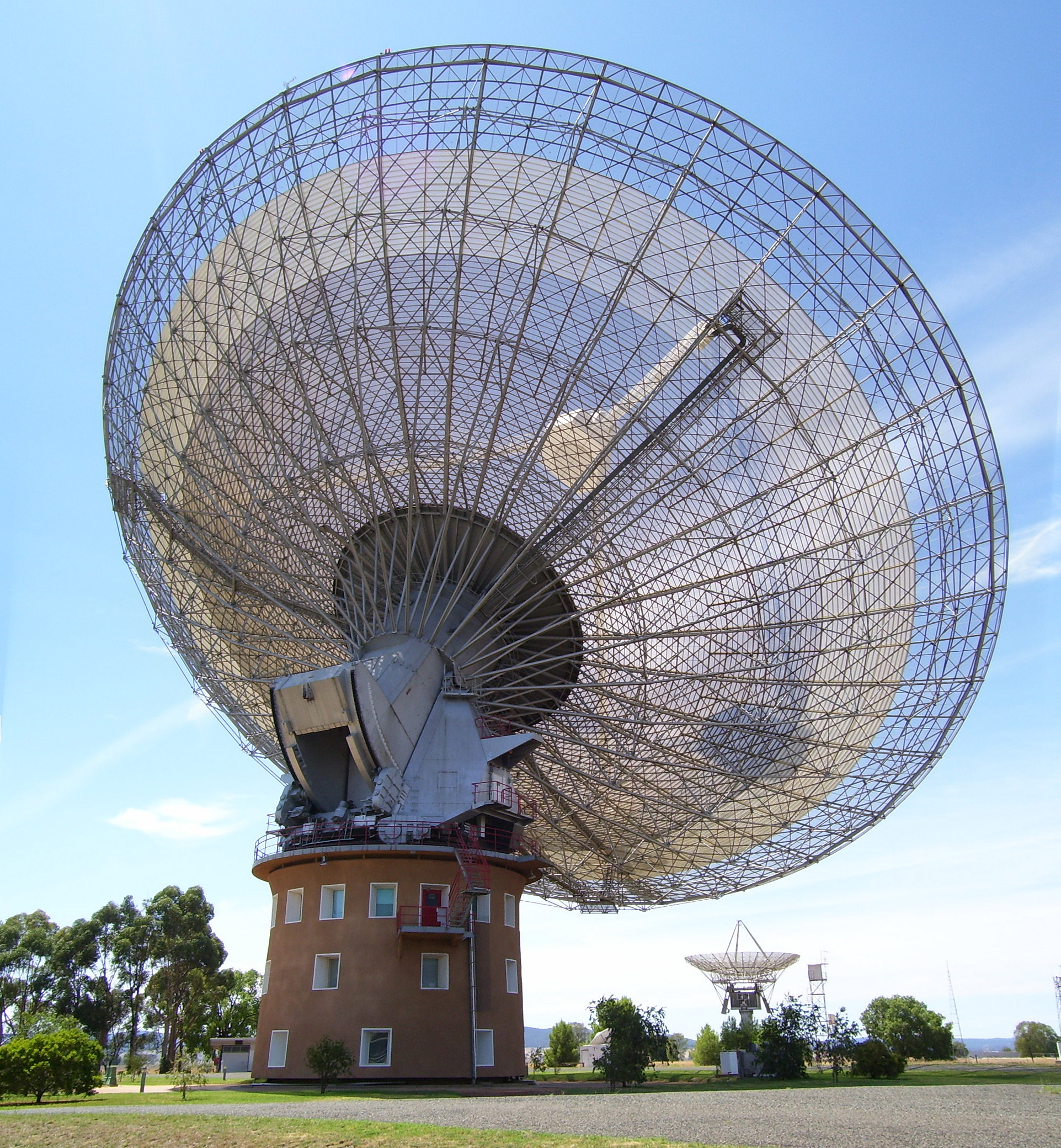
Обсерватория Паркса

BLC-1 (англ. Breakthrough Listen Candidate 1) — кандидат в радиосигналы проекта Breakthrough Initiatives, основанного Юрием Мильнером, потенциально исходящий с экзопланеты Проксима Центавра b. Сигнал имеет частоту 982,002 МГц. Сдвиг в его частоте соответствует орбитальному движению Проксимы b.
Радиосигнал был зарегистрирован в течение 30 часов наблюдений, проведённых Breakthrough Listen в обсерватории Паркса в Австралии в апреле и мае 2019 года. Об обнаружении сигнала объявлено в декабре 2020 года. По состоянию на декабрь 2020 года последующие наблюдения  не смогли снова обнаружить сигнал, что необходимо для подтверждения того, что сигнал был техносигнатурой.
В исследовании начала 2021 года, используя Принцип Коперника, учёные рассчитали вероятность появления радиопередающей цивилизации на ближайшем звёздном соседе Солнца, она составила 10-8, таким образом, шанс того что сигнал BLC-1 техносигнатура — ничтожно мал.